# Lispe tentaculata
Lispe tentaculata este o specie de muște din genul Lispe, familia Muscidae. A fost descrisă pentru prima dată de De Geer în anul 1776. Conform Catalogue of Life specia Lispe tentaculata nu are subspecii cunoscute.